# Finał Pucharu Polski w piłce nożnej 1990
Finał Pucharu Polski w piłce nożnej 1990 – mecz piłkarski kończący rozgrywki Pucharu Polski 1989/1990 oraz mający na celu wyłonienie triumfatora tych rozgrywek, który został rozegrany 17 czerwca 1990 roku na Stadionie Wojska Polskiego w Łodzi, pomiędzy Legią Warszawa a GKS-em Katowice. Trofeum po raz 9. wywalczyła Legia Warszawa, która uzyskała tym samym prawo gry w Pucharze Zdobywców Pucharów 1990/1991.

## Droga do finału
| Legia Warszawa | Legia Warszawa     | Legia Warszawa | Runda       | GKS Katowice | GKS Katowice  | GKS Katowice |
| Data           | Przeciwnik         | Wynik          | Runda       | Data         | Przeciwnik    | Wynik        |
| -------------- | ------------------ | -------------- | ----------- | ------------ | ------------- | ------------ |
| 30.08.1989     | Stal Stalowa Wola  | 1:0            | IV runda    | 30.08.1989   | Górnik Knurów | 4:1          |
| 18.10.1989     | Zagłębie Sosnowiec | 1:0            | 1/8 finału  | 18.10.1989   | ŁKS Łódź      | 3:0          |
| 08.11.1989     | Mieszko Gniezno    | 5:0            | Ćwierćfinał | 08.11.1989   | Widzew Łódź   | 0:0          |
| 22.11.1989     | Mieszko Gniezno    | 5:1            | Ćwierćfinał | 22.11.1989   | Widzew Łódź   | 2:0          |
| 09.06.1990     | Stal Mielec        | 2:0            | Półfinał    | 09.06.1990   | Hutnik Kraków | 2:0          |
| 13.06.1990     | Stal Mielec        | 2:2            | Półfinał    | 13.06.1990   | Hutnik Kraków | 1:1          |

## Tło
W finale rozgrywek zmierzyli się sobą triumfator poprzednich rozgrywek Legia Warszawa oraz GKS Katowice. W sezonie 1989/1990 drużyna GieKSy zakończyła rozgrywki ligowe na 3. miejscu i miała już zapewniony udział w europejskich pucharach, w związku z czym dla drużyny Wojskowych triumf w rozgrywkach był ostatnią szansą na występ w tej rangi rozgrywek.

## Mecz

### Przebieg meczu
Mecz odbył się 17 czerwca 1990 roku na Stadionie Widzewa Łódź w Łodzi. Sędzią głównym spotkania był Roman Kostrzewski. Mimo różnicy miejsc w tabeli ligowej nie wskazano jednoznacznego faworyta meczu. Mecz zakończył się wygraną drużyny Wojskowych 2:0 po golach Jacka Cyzio w 22. minucie oraz Romana Koseckiego w rzutu karnego w 84. minucie. Emocje były również na trybunach, gdy kibice obu drużyn wszczęła bójkę między sobą oraz z policją, a także niszczyła mienie obiektu. Mimo tych wydarzeń kibice drużyny GieKSy pogratulowali kibicom drużyny przeciwnej triumfu z rozgrywkach.

### Szczegóły meczu
| 17 czerwca 1990 17:00 | Legia Warszawa · Cyzio 22' · Kosecki 84' (k.) | 2:00:0Raport | GKS Katowice | Stadion Widzewa Łódź, Łódź Widzów: 6 000 Sędzia: Roman Kostrzewski (Bydgoszcz) |
|                       |                                               |              |              |                                                                                |

| Legia Warszawa: |  |                    |              |     |
|                 |  |                    |              |     |
| BR              |  | Maciej Szczęsny    |              |     |
| OB              |  | Marek Jóźwiak      |              |     |
| OB              |  | Zbigniew Kaczmarek |              |     |
| OB              |  | Juliusz Kruszankin |              |     |
| OB              |  | Dariusz Kubicki    |              |     |
| PO              |  | Jacek Bąk          |              |     |
| PO              |  | Dariusz Czykier    | Żółta kartka |     |
| PO              |  | Leszek Pisz        |              |     |
| PO              |  | Andrzej Łatka      |              | 75' |
| NA              |  | Jacek Cyzio        |              |     |
| NA              |  | Roman Kosecki      | Żółta kartka |     |
| Zmiany:         |  |                    |              |     |
| PO              |  | Mieczysław Pisz    |              | 75' |
| Trener:         |  |                    |              |     |
| Lucjan Brychczy |  |                    |              |     |

| GKS Katowice: |  |                    |              |     |
|               |  |                    |              |     |
| BR            |  | Janusz Jojko       |              |     |
| OB            |  | Piotr Nazimek      |              |     |
| OB            |  | Roman Szewczyk     |              |     |
| OB            |  | Piotr Piekarczyk   |              |     |
| OB            |  | Andrzej Lesiak     |              |     |
| PO            |  | Dariusz Grzesik    |              | 70' |
| PO            |  | Piotr Świerczewski |              |     |
| PO            |  | Janusz Nawrocki    |              |     |
| PO            |  | Marek Świerczewski | Żółta kartka |     |
| NA            |  | Krzysztof Walczak  |              | 62' |
| NA            |  | Mirosław Kubisztal |              |     |
| Zmiany:       |  |                    |              |     |
| NA            |  | Zdzisław Strojek   |              | 62' |
| PO            |  | Piotr Szlezinger   |              | 70' |
| Trener:       |  |                    |              |     |
| Orest Lenczyk |  |                    |              |     |

| Puchar Polski w piłce nożnej 1989/1990 Zwycięzcy |
| ------------------------------------------------ |
| Legia Warszawa 9. Tytuł                          |